# Ruse de lapin
Pour plus de détails, voir Fiche technique et Distribution.
Ruse de lapin, ou Le lapin aux carottes (Slick Hare), est un cartoon des Merrie Melodies réalisé par Friz Freleng en 1947 mettant en scène Bugs Bunny et Elmer Fudd.

## Synopsis
Dans un restaurant de célébrités, Humphrey Bogart demande à Elmer du lapin rôti mais le serveur nous annonce qu'il n'y a plus de lapin. L'acteur le menace et Elmer commence à chercher dans la cuisine et à paniquer. Il tombe sur Bugs qui est caché dans une caisse de carottes, après avoir tenté de le rouler, Elmer voit Bugs s'enfuir. Bugs déguisé en Groucho Marx, déshabille Elmer déguisé en Harpo Marx avant de se cacher dans le chapeau de la chanteuse Carmen Miranda. Après le numéro de cette dernière, Bugs danse devant le public avant de jouer au serveur: Bugs déguisé en serveur demande une tarte, Elmer répète en cuisinant cette tarte puis en disant "prenez la tarte", Bugs dit "Roger " avant de revenir entarter Elmer. Cette scène se répète 2 fois avant qu'Elmer en voulant entarter à son tour Bugs, vise Humphrey. Celui finit par avouer que BB, le surnom que donnait Bogart à Lauren Bacall, voudrait le voir, mais Bugs le dépasse et se propose d'être le dîner de la star.

## Fiche technique
- Titre original : Slick Hare
- Titre français : Ruse de lapin
- Réalisation : Friz Freleng (sous le nom de I. Freleng)
- Scénario : Tedd Pierce et Michael Maltese
- Animation : Virgil Ross, Gerry Chiniquy, Manuel Perez et Ken Champin
- Layout : Hawley Pratt
- Décors : Paul Julian
- Musique : Carl W. Stalling
- Production : Edward Selzer
- Date de sortie : 1er novembre 1947